# Lights Out
 Тази статия е за албума.  За филма от 2016 г. вижте Не гасете светлината.  
Lights Out е шестият студиен албум на британската рок група UFO. Излиза на два пъти: веднъж през месец май (с Крисалис Рекърдс), и после на 11 октомври 1977 г. Всички песни са умотворения на групата, освен Alone Again Or, която е кавър на групата Лов. Поставен е под номер 23 в САЩ, а в Обединеното кралство донася 54-та позиция в Класацията за сингли.
Той е първият диск, продуциран от Рон Невисън, известен с работата си с Лед Цепелин и Тин Лизи, както и други, а освен това е и първият с китариста и кийбордист Пол Реймънд, след като Дени Пейронел вече не е част от състава.
Албумът е първият на UFO, в който има широки струнни аранжименти, а структурата на песните е по-задълбочена в сравнение с предишните плочи. Продуцентът Рон Невисън кани Алън Макмилан да се заеме със струнната и духовата секции. Най-паметната песен от оркестрален тип е Love to Love, един от най-успешните сингли на групата.
През 1994 г. излиза компактдиск, съдържащ Lights Out и No Heavy Petting, издание на Би-Джи-Оу Рекърдс.
През 2008 г. ремастерираната версия на Ий-Ем-Ай представя 4 концертни бонус парчета, записани в Раундхаус, Лондон, през 1977 година. В обложката на албума има грешка, според която тези песни са записани през 1976 г., но вярната датировка е 1977 година. Ий-Ем-Ай не внася поправките в отразяването на авторите, като Пол Реймънд най-накрая получава отчитане за приносите си.
Главната песен и Love to Love са включени в саундтрака на Detroit Rock City (1999 г.). Love to Love е кавърирана от Джали Цуан за филма от 2002 г. Spun.
Списание Керанг! отрежда на албума 28-о място в списъка „100 най-велики хевиметъл албуми на всички времена“.
Стийв Харис, който е основен текстописец, основател, лидер и бас-китарист на британската хевиметъл банда Айрън Мейдън, определя Love to Love като любима негова песен.